# Aleptina clinopetes
Aleptina clinopetes är en fjärilsart som beskrevs av Dyar 1920. Aleptina clinopetes ingår i släktet Aleptina och familjen nattflyn. Inga underarter finns listade i Catalogue of Life.

## Bildgalleri

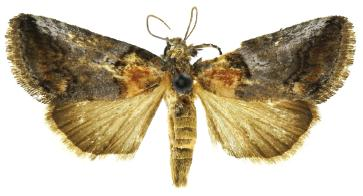
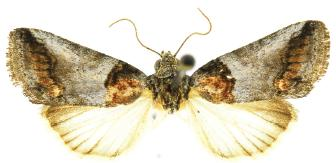